# Hapag-Lloyd
Hapag-Lloyd je nemško podjetje, ki se ukvarja z ladijskim transportom. Podjetje "Hapag-Lloyd AG" je kontejnerska linija, ki ima v lasti podružnico "Hapag-Lloyd Cruises", ki ponuja potniška križarjenja.
Hapag-Lloyd je bil ustanovljen leta 1970, ko sta se združili dve podjetji iz 19. stoletja in sicer Hapag (ustanovljen leta 1847) in Norddeutscher Lloyd - NDL (ustanovljen leta 1856). Leta 1998 je TUI AG iz Hanovra prevzel podjetje Hapag-Lloyd in ga spremenil v svojo podružnico. Leta 2009 je TUI prodal večinski delež konzorciju Albert Ballin.

## Hapag-Lloyd potniške križarke
- MS Europa
- MS Hanseatic
- MS Bremen
- MS Europa